# Leucospis violaceipennis
Leucospis violaceipennis är en stekelart som beskrevs av Embrik Strand 1911. Leucospis violaceipennis ingår i släktet Leucospis och familjen Leucospidae. Inga underarter finns listade i Catalogue of Life.